# Knut Jarlow
Knut Arvid Jarlow, född 31 augusti 1898 i Trollhättan, död 3 januari 1971 i Helsingborg, var en svensk skådespelare och direktör.

## Filmografi
- 1931 – Hotell Paradisets hemlighet

## Teater

### Roller
| År   | Roll | Produktion                                                | Regi | Teater                      |
| ---- | ---- | --------------------------------------------------------- | ---- | --------------------------- |
| 1925 |      | Kärlek och landstorm Gideon Wahlberg och Walter Stenström |      | Tantolundens friluftsteater |